# Rui Manuel Jordão
Rui Manuel Jordão   (Benguela, 9 d'agost de 1952 - Cascais, 18 d'octubre de 2019) va ser un futbolista portuguès de la dècada de 1970.
Fou 43 cops internacional amb la selecció portuguesa amb la qual participà en l'Eurocopa 1984. Pel que fa a clubs, defensà els colors de SL Benfica, Saragossa i Sporting.
Després de retirar-se, es va allunyar del món del futbol i es va convertir en pintor i escultor. Va morir el 18 d'octubre de 2019 als 67 anys després d'haver estat hospitalitzat per problemes cardíacs a Cascais. Fernando Gomes, president de la Federació portuguesa de futbol, va elogiar-lo en un comunicat.

## Palmarès
Benfica
- Primeira Liga: 1971-72, 1972-73, 1974-75, 1975-76
- Taça de Portugal: 1971-72

Sporting
- Primeira Liga: 1979-80, 1981-82
- Taça de Portugal: 1977-78, 1981-82
- Supercopa Cândido de Oliveira: 1982